# Чыонг Ми Лан
Чыонг Ми Лан (вьет. Trương Mỹ Lan, кит. 張美蘭, 13 октября 1956 года) — вьетнамская бизнес-леди китайского происхождения, миллиардер. Основатель девелоперской группы Van Thinh Phat Group. Основной участник резонансного дела о краже нескольких миллиардов долларов.

## Ранние годы
Родилась 13 октября 1956 года в Сайгоне (ныне Хошимин) в Южном Вьетнаме. Корни семьи Чыонг Ми Лан уходят в провинцию Гуандун, Китай.

## Дело Чыонг Ми Лан
В октябре 2022 года была арестована за поддельные заявки на кредит с целью хищения более 12,5 млрд долларов у акционерного Сайгонского коммерческого банка (Хошимин), который она контролировала через более чем 2 десятка посредников. Это вызвало банковскую панику.
В марте 2024 года начался суд по делу о хищениях, взяточничестве и нарушении банковских правил. Дело считается крупнейшим коррупционным скандалом в истории Юго-Восточной Азии. 11 апреля Чонг была приговорена к смертной казни.
68-летняя вьетнамская бизнесвумен и магнат недвижимости, проиграла апелляцию на смертный приговор за крупнейшее в мире банковское мошенничество. Суд в Хошимине подтвердил приговор, вынесенный ей в апреле 2024 года за хищение $12,5 млрд из Saigon Commercial Bank. Лан тайно контролировала банк и на протяжении более 10 лет через сеть подставных компаний получала кредиты на общую сумму $44 млрд. Прокуратура утверждает, что $27 млрд были присвоены, а $12 млрд разворованы.
По вьетнамским законам, Лан может избежать смертной казни, если вернет 75 % похищенных средств — около $9 млрд. Её адвокаты заявляют, что активно ведут переговоры с инвесторами, чтобы собрать эту сумму, однако значительная часть активов Лан заморожена.
Это редкий случай вынесения смертного приговора женщине за экономическое преступление во Вьетнаме. Помимо Лан, по делу были осуждены еще 85 человек. Приговор вызвал значительный резонанс, но суд заявил, что нет оснований для его смягчения.